# معركة ظفر
معركة ظفر أحد معارك حروب الردة وقعت في عام 632 بين خالد بن الوليد وأم زمل سلمى بنت مالك من ظفر - وكانت من سيدات العرب -. وقد هزمها خالد، وتوفيت في ساحة المعركة.

## المعركة
اجتمع طائفة كثيرة من الفلال يوم بزاخة من أصحاب طليحة من بني غطفان، فاجتمعوا إلى أم زمل سلمة، فلما اجتمعوا إليها ذمرتهم لقتال خالد، فهاجوا لذلك، وناشب إليهم آخرون من بني سليم وطيء وهوازن وأسد، فصاروا جيشا كثيفا، وتفحل أمر هذه المرأة، فلما سمع بهم خالد بن الوليد سار إليهم، واقتتلوا قتالا شديدا وهي راكبة على جمل أمها الذي كان يقال له: من يمس جملها فله مائة من الإبل وذلك لعزها، فهزمهم خالد وعقر جملها وقتلها، وبعث بالفتح إلى أبو بكر الصديق رضي الله عنه.